# Under the Banner of Heaven
Under the Banner of Heaven är en amerikansk kriminaldramaserie som hade premiär den 28 april 2022. Den första säsongen som består av sju avsnitt är skapad av Dustin Lance Black, och baserad på verkliga händelser.

## Handling
Serien utspelar sig i Salt Lake Valley år 1984 och kretsar kring utredaren Jeb Pyre som kallas till en brottsplats där en ung kvinna och hennes barn har mördats. Utredningen leder honom in i en värld av religiösa övertygelser och familjehemligheter.

## Rollista (i urval)
- Andrew Garfield - Jeb Pyre
- Gil Birmingham - Bill Taba
- Adelaide Clemens - Rebecca Pyre
- Sandra Seacat - Josie Pyre
- Daisy Edgar-Jones - Brenda Lafferty
- Billy Howle - Allen Lafferty
- Wyatt Russell - Dan Lafferty
- Chloe Pirrie - Matilda Lafferty
- Sam Worthington - Ron Lafferty
- Denise Gough - Dianna Lafferty
- Seth Numrich - Robin Lafferty
- Rory Culkin - Samuel Lafferty
- Britt Irvin - Sarah Lafferty
- Christopher Heyerdahl - Ammon Lafferty